# Anita Lizana
Anita Lizana de Ellis (Santiago de Chile, 19 de Novembro de 1915 - 21 de Agosto de 1994) foi uma tenista profissional chilena. Foi a primeira tenista chilena e a primeira tenista sul-americana a ganhar um Grand Slam de tênis, quando venceu o US Open em 1937.

## Grand Slam finais

### Simples: 1 (1 título)
| Resultado | Ano  | Campeonato         | Oponente             | Placar   |
| --------- | ---- | ------------------ | -------------------- | -------- |
| Campeã    | 1937 | U.S. Championships | Jadwiga Jędrzejowska | 6–4, 6–2 |

## Grand Slam Performance em Simples
| Torneio                  | 1935  | 1936  | 1937  | 1938  | 1939  | 1940  | 1941 - 1944 | 1945  | 19461 | 19471 | Carreira |
| ------------------------ | ----- | ----- | ----- | ----- | ----- | ----- | ----------- | ----- | ----- | ----- | -------- |
| Australian Championships | A     | A     | A     | A     | A     | A     | NH          | NH    | A     | A     | 0 / 0    |
| French Championships     | 3R    | A     | A     | A     | A     | NH    | R           | A     | A     | A     | 0 / 1    |
| Wimbledon                | 3R    | QF    | QF    | 2R    | 2R    | NH    | NH          | NH    | A     | 2R    | 0 / 6    |
| U.S. Championships       | A     | A     | V     | A     | A     | A     | A           | A     | A     | A     | 1 / 1    |
| SR                       | 0 / 2 | 0 / 1 | 1 / 2 | 0 / 1 | 0 / 1 | 0 / 0 | 0 / 0       | 0 / 0 | 0 / 0 | 0 / 1 | 1 / 8    |